# Pseudozonitis castaneis
Pseudozonitis castaneis là một loài bọ cánh cứng trong họ Meloidae. Loài này được Dillon miêu tả khoa học vào năm 1952.